# أكيهيرو ليناغا
أكيهيرو ليناغا (家長 昭博) ولد في 13 يونيو 1986 في كيوتو،اليابان هو لاعب كرة قدم ياباني يلعب حالياً لأوميا أرديجا في الدوري الياباني.

## وصلات خارجية
- Mallorca official profile
- BDFutbol profile
- أكيهيرو ليناغا على فرق كرة القدم الوطنية.كوم
- Omiya Ardija Squad
- أكيهيرو ليناغا على موقع الاتحاد الدولي (مؤرشف)  (الإنجليزية)
- أكيهيرو ليناغا على موقع رابطة كرة القدم اليابانية للمحترفين (اليابانية)
- أكيهيرو ليناغا على موقع دوري كوريا الجنوبية (الإنجليزية)
- أكيهيرو ليناغا على موقع إي إس بي إن إف سي (الإنجليزية)
- أكيهيرو ليناغا على موقع قاعدة بيانات كرة القدم.إي يو (الإنجليزية)
- أكيهيرو ليناغا على موقع ناشيونال فوتبول تيمز (الإنجليزية)
- أكيهيرو ليناغا على موقع Soccerbase.com (لاعب) (الإنجليزية)
- أكيهيرو ليناغا على موقع Soccerway.com (الإنجليزية)
- أكيهيرو ليناغا على موقع عالم كرة القدم.نت (الإنجليزية)
- أكيهيرو ليناغا على موقع كووورة